# Lenin Guardia
Lenin Gilberto Guardia Basso (Santiago, 11 de junio de 1946) es un sociólogo y analista de inteligencia chileno, conocido por haber contribuido a la desarticulación de la delincuencia y el narcotráfico durante la transición a la democracia como asesor del subsecretario del Interior Belisario Velasco y posteriormente, del ministro José Miguel Insulza. Purgó una condena en la Cárcel de Alta Seguridad de Santiago por el caso cartas bomba.

## Inicios políticos
Ingresó al MIR en 1967 para después convertirse en dirigente socialista, y desde entonces desarrolló contactos en el mundo político. Durante el Gobierno de la Unidad Popular integró el aparato de inteligencia del Partido Socialista (PS), ocupando cargos en el Ministerio de Agricultura (Indap), Minería (Codelco) y Economía (Subsecretaría). Luego del Golpe de Estado del 11 de septiembre de 1973 fue detenido, pero el general Herman Brady intercedió por su libertad. Se refugió en Francia, donde siguió cultivando contactos, entre ellos con el dirigente socialista Carlos Altamirano.

## Regreso a Chile
Al volver a Chile en la década de 1980, sus conocimientos de temas de seguridad le hicieron establecer contactos con el general Humberto Gordon -por entonces director de la Central Nacional de Informaciones- a pesar de su militancia socialista. De hecho, en 1985 coordinó una reunión entre el general Gordon y dirigentes del Partido Comunista para precisar datos sobre el Caso Degollados.

## Transición a la democracia
Con el retorno a la democracia, Guardia se desempeñó como analista de inteligencia. Hay versiones encontradas sobre si perteneció o no al Consejo de Seguridad Pública, conocido como "La Oficina", y qué funciones habría cumplido, no obstante el subsecretario del Interior Belisario Velasco afirmó que Guardia jamás perteneció a la Oficina. En esa etapa jugó un rol clave en el esclarecimiento del asesinato del senador de la UDI Jaime Guzmán y el secuestro del empresario Cristián Edwards. Fue colaborador del entonces Subsecretario del Interior, Belisario Velasco, y asesoró a Francisco Javier Cuadra en su denuncia sobre drogas en el Congreso. Para su seguridad, tenía tres detectives custodiándolo las 24 horas.
Paralelamente, formó empresas dedicadas al área de seguridad. En sus informes comerciales se describe su sociedad en la empresa "Carlos Durán y Cía. Limitada" junto al general Brady, entre otros, dedicada a las asesorías integrales de seguridad. En esa época seguía manteniendo contactos semanales con el entonces director de la Policía de Investigaciones, Nelson Mery.

## Caso "Cartas-bomba"

### Condena
El 20 de diciembre de 2006, Lenin Guardia Basso fue trasladado desde Punta Peuco a la Cárcel de Alta Seguridad, como él mismo solicitó. Según una nota de prensa, Guardia trabó amistad en Punta Peuco con reclusos como Carlos Herrera Jiménez, pero solicitó el traslado aduciendo motivos de seguridad, ya que los demás condenados del recinto se habrían molestado por el hecho de que recibió una rebaja de pena que a ellos no se ha concedido. Favorecido por la ley n.° 19.856 por "conducta sobresaliente", en enero de 2007 se le rebajaron 8 meses de su condena (López Candia recibió 6 meses). En marzo de 2007 solicitó la libertad dominical mediante los conductos regulares, pero se le denegó. Desde el 17 de junio de 2007 tuvo el beneficio de la salida dominical.
El 15 de octubre de 2020 pidieron a las autoridades desarchivar el expediente judicial de Guardia Basso. La solicitud fue presentada a la Corte de Apelaciones de Santiago por una posible falta de antecedentes en el juicio, e incluso si esto llegase a proceder anunciaron sus abogados que acudirían a la Corte Interamericana de Derechos Humanos. El 3 de enero de 2021, la Corte de Apelaciones de Santiago certificó el extravío de parte del expediente judicial, incluidos los cuadernos reservados en los que se sostiene la sentencia dictada por el ministro Jorge Zepeda Arancibia, documentos a los que Lenin Guardia, según sostiene su abogado, jamás tuvo acceso. Por este motivo, Lenin Guardia denunció su caso a la Corte Interamericana de Derechos Humanos.
En abril de 2021, Lenin Guardia presentó su primer libro de memorias titulado "Mi verdad. Testimonio de un analista de inteligencia" en donde se refiere extensamente al caso cartas-bomba, como también a los casos Consumo de Drogas en el Parlamento, Asesinato de Jaime Guzmán y Secuestro de Cristián Edwards.